# Noisepop
Noisepop is een subgenre van de  alternatieve rock, dat midden jaren 80 in de Verenigde Staten en het Verenigd Koninkrijk is ontstaan. Het combineert dissonante geluiden en feedback met melodische instrumenten en elementen uit de popmuziek. Het genre is melodischer en toegankelijker dan noiserock.

## Artiesten
- Archers of Loaf
- Chapterhouse
- Claudia Malibu
- Dirt Merchants
- Duster
- Electric Company
- Further
- Helium
- Henry's Dress
- The Jesus and Mary Chain
- King Black Acid and the Womb Star Orchestra
- Lovesliescrushing
- Lush
- Luxurious Bags
- Magic Hour
- Mercury Rev
- Modest Mouse
- Pale Saints
- Plexi
- Quickspace
- Red Dye#5
- Ride
- Wayne Rogers
- Seely
- Snowpony
- Space Needle
- Sparklehorse
- Spectrum
- Spiritualized
- Velocity Girl
- The Verve
- Vivian Girls
- Yo La Tengo